# Marie de la Trinité
Marie de la Trinité (* 3. Juli 1903 in Lyon; † 21. November 1980 in Marsannay-la-Côte), geboren als Paule Marie Aimée de Mulatier, war eine französische Dominikanerin und Mystikerin, durch deren Spiritualität der katholische Theologe Hans Urs von Balthasar beeinflusst wurde, der ihre Vorstellung eines personalen Priestertums aufgriff.

## Biographie
Marie de la Trinité (dt.: Marie von der Dreifaltigkeit), mit bürgerlichem Namen Paule Marie Aimée de Mulatier, wurde 1903 in Lyon in eine Industriellenfamilie hineingeboren. Sie war das jüngste von insgesamt sieben Kindern, einem Bruder und sechs Schwestern.
Marie de la Trinité, die aus einer gebildeten Familie stammte, verstand Englisch, Deutsch, Italienisch und Latein, ferner neutestamentliches Griechisch und biblisches Hebräisch. Außerdem lernte sie Kirchenrecht und den gregorianischen Choral.
Sie erkannte früh ihre religiöse Berufung und hatte den Wunsch, in den Karmel einzutreten. 1930 trat sie jedoch auf Anraten ihres geistlichen Begleiters, Pater Jean-Marie Périer, unter dem Namen „Marie de la Trinité“ den Dominikanerinnen „Dominicaines missionnaires des campagnes“ (Dominikanerinnenmission auf dem Lande) bei, einer kleinen, im Entstehen begriffenen Gemeinschaft von etwa zehn Ordensfrauen, die rasch anwuchs. Sie legte dort 1932 ihre Profess ab und wurde 1933 Novizenmeisterin.
Mit der Hilfe von Pater Antonin Motte widmete sie sich in den 1940er Jahren vermehrt dem Gebet und kam in den Genuss mehrerer mystischer Gnaden, die sie zwischen 1942 und 1946 in fünfunddreißig geistlichen Tagebüchern niederschrieb. Das erste Erlebnis dieser Art widerfuhr ihr in der Nacht vom 11. auf den 12. August 1929.
1944 entwickelte sie eine Depression, die mehrere Behandlungen erforderlich machte, darunter eine vierjährige Psychoanalyse unter der Leitung von Jacques Lacan.
Nach dieser Krise begann sie 1956, mit Unterstützung von Kardinal Maurice Feltin und Lacan, eine Ausbildung zur Psychotherapeutin und arbeitete im Krankenhaus Vaugirard, Paris, in der Abteilung für psychosomatische Medizin, während sie gleichzeitig weiterhin am Leben ihres Ordens teilnahm.
Später schloss sie sich einer Niederlassung ihrer Gemeinschaft in Flavigny-sur-Ozerain an, pflegte die Gründerin ihrer Gemeinschaft dort bis zu deren Tod und führte zunehmend ein Leben in Einsamkeit und Meditation. Als die Gemeinschaft 1970 nach Luzarches in der Nähe von Paris umzog, entschied sie sich, allein in ihrer Einsiedelei in Flavigny zu bleiben. Dort empfing sie regelmäßig Gäste, um im kleinen Kreis das Evangelium zu teilen.
Marie de la Trinité starb am 21. November 1980, am Fest der Darstellung der Jungfrau Maria, an Krebs.
Ihre Schriften wurden nach ihrem Tod dank einer Schwester der Kongregation veröffentlicht. In ihren Texten beschäftigte sie sich u. a. mit den Themen personales Priestertum und Sohnschaft, sowie mit der Person des heiligen Joseph.

## Schriften (französisch)
- Consens à n’être rien, Carnets 1936–1942, Éditions Arfuyen, 2002.
- Entre dans ma Gloire, Carnets 1942–1946, Éditions Arfuyen, 2003.
- Le Petit Livre des grâces, Éditions Arfuyen, 2003.
- De l’angoisse à la paix, Éditions Arfuyen, 2003.
- Paule dite Marie: Une femme cachée, Éditions Arfuyen, 2004.
- Je te veux auprès de moi (Agenda 1927–1930), Éditions Arfuyen, 2005.
- Frère Dominique: Le cœur au large! (1952), Cerf, 2006.
- Le Silence de Joseph, préface du P. Dominique Sterckx, carme déchaux, Éditions Arfuyen, 2007.
- Les Grandes Grâces, Carnets 1 (11 août 1929 — 2 février 1942), Cerf, 2009.
- Revêtir le sacerdoce, Carnets 2 (2 février 1942 — 8 juillet 1942), Cerf, 2011.

## Schriften (deutsch)
- Marie de la Trinité: Im Schoß des Vaters, Johannes Verlag Einsiedeln, Trier, 1987, übersetzt und eingeleitet von Hans Urs von Balthasar.
- Marie de la Trinité: Josephs Schweigen, Johannes Verlag Einsiedeln, Freiburg, 2021, ausgewählt von Anne Pfister. ISBN 978-3-89411-458-9.